# Redondoviridae
Die Redondoviren (wissenschaftlich Redondoviridae) sind eine Familie von Viren, die bei metagemomischen Untersuchungen von DNA-Sequenzen aus (hauptsächlich) menschlichen Proben gefunden wurden, insbesondere im Zusammenhang mit Periodontitis und in den Lungen von Intensivpflegepatienten.
Die Struktur (Morphologie) dieser Viren ist noch unbekannt, die Existenz der Redondoviren gilt bisher einzig aufgrund der molekularbiologischen Daten (den so genannten Contigs) als gesichert.
Die Entdeckung erfolgte, indem 2017 und 2019 die bronchoalveoläre Lavage von zwei Empfängern einer Spenderlunge nach viralen Genomen durchsucht wurde.
Die Redondoviren werden aufgrund ihrer Genomstruktur zu den sogenannten CRESS-DNA-Viren (offiziell Cressdnaviricota) gestellt.
In der Familie Redondoviridae gibt es nur eine vom ICTV bestätigte Gattung, Torbevirus. Diese wird in zwei Arten (Spezies) unterteilt, Torbevirus brisa (Brisavirus) und Torbevirus viento (Vientovirus).
Auf der Grundlage der viralen Genomstruktur wurden jeweils mehrere Stämme vorgeschlagen.

## Etymologie
Beide Gattungen – und auch die Familie – sind nach spanischen Begriffen benannt worden:
spanisch redondo bedeutet rund, was auf die (vermutete) zirkuläre Struktur ihres Genoms hinweist;
brisa und viento sind spanische Ausdrücke für Brise bzw. Wind – (fast) alle Viren wurden schließlich in den Atemwegen von Patienten gefunden.
Der Name Redondoviridae wurde von Arwa Abbas et al. 2019 vorgeschlagen
und vom International Committee on Taxonomy of Viruses (ICTV) 2020 mit der Master Species List 2019.v1 (#35) bestätigt.
Die Bezeichnung Cressdnaviricota (bzw. CRESS-DNA-Viren) erklärt sich mit ihrer einem zirkulären Erbgut (c von englisch circular), der Tatsache, dass ein Rep-Protein (r) kodiert (e von en. encoding) wird, und der Einzelstrang-DNA (ss von en. single stranded).

## Pathologie
Es ist nicht bekannt, ob die Viren überhaupt eine Krankheit auslösen. Allein aufgrund der Metagenomik kann nicht ohne weiteres geschlossen werden, ob der Mensch selbst Wirt eines (nur durch ein Contig identifizierten) mutmaßlichen Virus ist, oder vielleicht ein (wie die Darmbakterien) mit dem Menschen vergesellschafteter Einzeller.
Einige andere der CRESS-DNA-Viren sind bekannte Krankheitserreger, wie das Porcine circovirus 2.
Es wurde berichtet, dass Redondoviridae mit Parodontitis in Verbindung stehen. In einer Studie sanken die Werte bei erfolgreicher Behandlung.
Ein starkes Auftreten von Redondoviridae-Genomen wurde auch bei einigen Patienten auf der Intensivstation festgestellt. Die Grundlage dieser Krankheitsassoziationen ist noch unklar.

## Genom
Das Genom der Redondoviridae ist zirkulär und wie bei anderen CRESS-DNA-Viren wahrscheinlich einzelsträngig.
Es hat eine Größe von etwa 3,0 bis 3,1 kb (Kilobasen) und kodiert für folgende drei vermuteten Proteine:
- Ein Replikations-Protein (ORF2: Rep), das wahrscheinlich die Rolling-Circle-DNA-Replikation initiiert.
- Ein Kapsidprotein (ORF1: CP oder Cap), das sich wahrscheinlich selbst zusammensetzt zu ikosaedrischen Partikeln.
- Ein ORF3-Protein mit unbekannter Funktion. ORF3 wird vollständig innerhalb der Cap-kodierenden Region in einem anderen Leseraster kodiert.

Die ORFs sind durch intergenische Regionen getrennt, zudem vermutet man wie bei CRESS-DNA-Viren üblich eine Haarnadelstruktur (en. stem loop), wo Rep ansetzt. Diese ist über ein konserviertes Nonanukleotid mit dem Genom-Ring verbunden.

## Systematik
Von den Redondoviren ist nur die Gattung Torbevirus bekannt mit zwei Arten (Stand 30. April 2024).
Phylum: Cressdnaviricota
- Klasse: Arfiviricetes[12] (Ar von Arginin; fi von Finger; Eigenschaft des Rep-Proteins, konserviert unter den Mitgliedern)
  - Ordnung: Recrevirales[12] (Re von Redondoviridae; cre von Cressdnaviricota)
    - Familie: Redondoviridae
      - Gattung: Torbevirus
        - Spezies: Torbevirus brisa (Brisavirus)
          - Human respiratory-associated brisavirus MRJ (HuRaBV MRJ)
          - Human respiratory-associated brisavirus II (HuRaBV II)
          - Human lung-associated brisavirus RC (HuLaBV RC)
          - Human lung-associated brisavirus AA (HuLaBV AA)
          - Human lung-associated brisavirus MD (HuLaBV MD)
          - Human gut-associated brisavirus VW (HuGaBV VW)
          - Human oral-associated brisavirus YH (HuOaBV YH)
          - Humanrespiratory-associated brisavirus 15278 (HuRaBV 15278)
          - Apis mellifera virus 1 (AMV)

        - Spezies: Torbevirus viento (Vientovirus)
          - Human lung-associated vientovirus FB (HuLaVV FB)
          - Human lung-associated vientovirus DC (HuLaVV DC)
          - Human gut-associated vientovirus MW (HuGaVV MW)
          - Human lung-associated vientovirus JY (HuLaVV JY)
          - Human lung-associated vientovirus ES (HuLaVV ES)
          - Human lung-associated vientovirus JB (HuLaVV JB)
          - Human lung-associated vientovirus AL (HuLaVV AL)
          - Human lung-associated vientovirus LT (HuLaVV LT)
          - Human oral-associated vientovirus EC (HuOaVV EC)
          - Human oral-associated vientovirus XM (HuOaVV XM)
          - Human oral-associated vientovirus AV (HuOaVV AV)
          - Human oral-associated vientovirus MC (HuOaVV MC)
          - Human oral-associated vientovirus LZ (HuOaVV LZ)
          - Human respiratory-associated vientovirus 15040 (HuRaVV 15040)
          - Human respiratory-associated vientovirus 15232 (HuRaVV 15232)
          - Human respiratory-associated vientovirus 15037 (HuRaVV 15037)
          - Human respiratory-associated vientovirus 15307 (HuRaVV 15307)